# Purpuricenopsis humeralis
Purpuricenopsis humeralis är en skalbaggsart som beskrevs av Dmytro Zajciw 1968. Purpuricenopsis humeralis ingår i släktet Purpuricenopsis och familjen långhorningar. Inga underarter finns listade i Catalogue of Life.